# 民族民主革命党スパイ事件
民族民主革命党スパイ事件（みんぞくみんしゅかくめいとうスパイじけん、朝鮮語: 민족민주혁명당 간첩사건 / 民族民主革命黨 間諜事件）は、1999年に大韓民国国家情報院が、朝鮮民主主義人民共和国（北朝鮮）の朝鮮労働党の指揮下にあった大韓民国の地下政党「民主革命党」を摘発した事件。略称は民革党事件。民主革命党は、韓国で結成された左翼地下政党としては、南朝鮮労働党以来最大の組織であったとされている。

## 摘発以前の経歴
国情院などによれば、民主革命党は、1989年3月3日に結成された大学生組織「反帝青年同盟」（略称：反青）をその前身とする。この名前は、北朝鮮の金日成が満州で結成したとされる地下革命組織と同名であることから、反青は結成当初から主思派の親北朝鮮組織であったと推定される。
反青は、ソウル大学法科に在学していた河永沃（ハ・ヨンゴク）の主導下で自発的に結成された地下組織であり、同年4月15日には全国の大学街で、「民族の太陽」と称えながら金日成の77歳の誕生日を祝賀する内容の印刷物を撒布する事件を起こした。その後、金永煥（キム・ヨンファン）がこの組織に加入すると、同年7月頃に北朝鮮工作員が金永煥との接触を開始した。そして、1991年2月には、金永煥と曺裕植（チョ・ユシク）が北朝鮮へと密出国し、金日成と二度に亘る面談を行なった。これ以降、反青の総責任者は金永煥となり、反青は北朝鮮からの活動指示を受け続けることとなる。
1992年3月、北朝鮮からの指示により、反青は民族民主革命党（民革党）へと改編され、中央委員には金永煥、河永沃、朴某（名前が非公開）の3名が就いた。3人のうち、金永煥が在野人士対策と全北委員会を、河永沃が嶺南委員会と京畿南部地域を管掌し、朴某が宣伝活動を担当した。特に嶺南委員会は組織化されており、傘下組織として釜山委員会、蔚山委員会、馬山・昌原・晋州の各支部を置いていた。これ以降1990年代後半まで、民革党は北朝鮮からの支援や指示を受けながら、情報収集や親北的統一運動などの対南工作を行なうこととなる。
しかし、金日成との面会といった北朝鮮社会の体験から、金永煥は北朝鮮体制に対して懷疑心を持つようになり、北朝鮮との距離を徐々に置き始めた。また、民革党内部では機関紙への寄稿を通じて、首領論・韓国植民地論・プロレタリア独裁論などに対し段階的に問題提起や批判を行なっていった。このことは、民革党内部で北朝鮮体制に対する立場を巡る路線闘争を激化させ、1997年2月12日に発生した黄長燁亡命事件で民革党指導部は更なる混乱に陥った。結局、民革党は同年9月、金永煥が河永沃の反対を押し切り、中央委員会で民革党の解体が決議されたことで、既存組織が分裂することとなった。
尤も、結成時から組織にいる河永沃は民革党の解体に反発し、金永煥一派に「変節漢」との烙印を押しながら、自身が管理する嶺南委員会や京畿南部組織、大学生組織などを導いて、民革党の再建を推進しようとした。1989年の組織結成以来、民革党（反青）は隠密活動の持続に成功していたため、一連の組織活動の全容が韓国当局に把握されることはなかった。しかし、金永煥と河永沃の対立は、結果的に韓国当局が民革党摘発を行なう端緒を生む結果となった。

## 摘発の経歴
1997年10月末、チェ・ジョンナム（최정남）とカン・ギョンジョン（강연정）の夫婦スパイが、韓国国家安全企画部（安企部）によって検挙される事件が起きた（事件の公式発表は、同年11月20日）。事件発生の原因は、彼らが接触を試みた蔚山の主思派人士であるチョン・デヨン（정대연）が、そのことを安企部の謀略工作と錯誤し、警察に届け出たからであった。安企部は調査の過程で、夫婦スパイがチョン・デヨンに対し、「金永煥の紹介で訪ねて来た」と言っていたことを突き止め、金永煥の自宅に対する家宅押収捜索を行なった。
捜索時、金永煥は貿易業を営む妻子達に会おうと中国に出国して滞留していた状態にあった。そのため、スパイ検挙事件を知った金永煥は某人物（正体未詳）を介し、北朝鮮との暗号通信を解読する際に使用する乱数表を記した小説本を破棄しようとしたが、結局は失敗した。
金永煥は、1991年5月に潜水艇で北朝鮮へと密出国し、北朝鮮との連係関係にあったことから、安企部が相当な証拠を確保して彼に接近していると感じ、その後は中国で逃避活動をしながら時を過ごした。しかし当の安企部は「夫婦スパイが上層部の指示によって、金永煥の名を便宜的に使ってチョン・デヨンに接触した」という事実を掴んだだけで、金永煥の対北密出国や民革党に関することは全く認知していなかった。とは言え金永煥が破棄に失敗した乱数表を発見したことから、北朝鮮との連携関係が存在するとの心証は固まった。ただし、乱数表の解読には失敗した。
1998年12月18日、東シナ海上で北朝鮮の半潜水艇が海軍に撃沈され、1999年の1月22日と3月17日に船体の引き揚げ作業が行なわれた。その結果、半潜水艇から、民革党再建組織の総責任者である河永沃の連絡所など、民革党の手がかりとなる物証が見つかったため、国家情報院による民革党の捜査が始まった。捜査の過程で、半潛水艇から遺体で発見された工作員の陳運芳（元鎭宇という韓国に実在する人物に偽装していた）と河永沃が、乗用車に同乗している際に検問に掛かった記録と、速度違反取締りカメラに捕らえられた写真などが発見された。これを受け、国情院は河氏に対する24時間の密着監視を実施し、河氏と接触する民革党関係者達を把握することに成功した。
金永煥は、およそ2年に亘ってドイツ、中国などに滞留した末、1999年7月29日に帰国した。金永煥は当初、半潜水艇沈没で河永沃など民革党関係者が当局に把握されている事実が分からず、北朝鮮への密出国の事実を明らかにする程度で事実の整理をするつもりであった。しかし、捜査機関の捜査を受けることで、金永煥は当局が何かを把握していると言う気配を察知し、月刊誌『マル（말）』とのインタビューを通じて、「スパイ事件が当局によって造されている」と主張した。これは、民革党関係者に避難の必要性を警告するための作戦であり、彼自身も国外へ出国しようと試みたが、8月18日の出国直前に当局に拘束された。これに慌てた捜査当局は、意図的に身柄の確保を見送っていた河永沃を8月19日に緊急逮捕し、民革党事件を公開的に捜査し始めた。

## 捜査結果とその後
国情院の捜査結果によれば、スパイである陳運芳は、1987年にマレーシア系華人に偽装して韓国に侵入した後、金永煥と北朝鮮とのオフライン連絡責任者として活動していたが、1992年に李善実事件が起こると、身の危険を感じて出国していた。その彼が1998年に再び韓国へと侵入した理由は、河永沃と接触し、彼を北朝鮮へ密出国させるためであった。北朝鮮の対南工作機関は、金永煥と上手く連絡が取れなくなり、かつ金永煥が公開で「首領論は巨大な詐欺の極み」などとして北朝鮮政府に対する批判を加えたことから、金永煥の代わりとなる人物として河永沃を選定し、接触を試みたのである。
既に河永沃は、1997年に金永煥が民革党を解体しようとした際に、「朝鮮労働党の正統性を認定しろ。でなければ、無線機と現地指導員との接触線を我々に引き渡せ」と反発し、それ以降は独自の対北接触方法を探していた。そのため、1998年に陳運芳が接触してくると、双方の間で簡単に連係関係が成り立った。本来なら、河永沃は陳運芳と共に北朝鮮へ密出国するはずであった。しかし、彼が諸処の事情によってそれを引き延ばした為、陳運芳は一人で帰還し、その途中で潜水艇が沈没したのだった。潜水艇が沈没した際、当局は「潜水艇が韓国南部に浸透した後で沈沒した」ことを意図的に偽って発表したので、河永沃は安心して警戒しなかったという。
金永煥は、相当期間捜査に応じなかったが、結局は民革党の存在について供述した。しかし彼は、民革党解体後も活動を続けていた、河永沃一派の民革党組織員達に対する捜査には協力的ではなく、捜査当局関係者から批判を受けた。一方の河永沃は、国情員の調査で一旦は工作員・陳運芳との接触を認めた。しかし、後の弁護人接見を通じ、「事前に捜査官達が提供したドリンク類を飲食したら、調査に臨んでいる際に精神が混迷し、意識が朦朧とした状態で事実と異なる供述をしてしまった」との主張を繰り広げ、無罪を主張した。
その後、金永煥は、1997年に民革党を解体し、転向したことが斟酌され、公訴保留処分とされた。しかし、民革党の再建を推進した河永沃は、大法院にまで到る司法上の攻防の末、国家保安法上の「反国家団体構成罪」などが認定され、懲役8年の刑を宣告された。ただし、2003年3月に、盧武鉉大統領の就任記念特赦で釈放された。